# Thierry Sother
 (octobre 2024).
L'article doit être relu — et modifié si nécessaire — par des contributeurs indépendants pour apporter un regard critique aux contributions effectuées en violation des conditions d'utilisation de Wikipédia, tant sur la forme (notamment concernant le style encyclopédique, la proportionnalité) que sur le fond (la neutralité de point de vue, la qualité et l'indépendance des sources).
Thierry Sother, né le 2 février 1982 à Mulhouse, est un homme politique français élu député de l'Assemblée nationale en juillet 2024 dans la 3e circonscription du Bas-Rhin. 

## Biographie

### Parcours professionnel
En 2004, après une licence d’histoire contemporaine à l’université Marc-Bloch à Strasbourg et un master de communication politique et publique à l’université Paris-Est Créteil[réf. nécessaire], Thierry Sother est candidat sur la liste du conseiller régional PS Jacques Bigot. La liste emporte 34,6% des suffrages exprimés au second tour. Thierry Sother devient coordinateur de l’intergroupe des élus socialistes et écologistes à la Région de 2004 à 2007.
Entre 2010 et 2024[réf. nécessaire], Thierry Sother est administrateur et responsable de la communication[réf. nécessaire] de la Compagnie des Rives de l'Ill, une compagnie de théâtre professionnelle.

### Parcours politique
En 2008, après un passage au MJS, Thierry Sother est élu conseiller municipal socialiste d'opposition à Mulhouse. Il est réélu en 2014. Dans ce cadre, il est notamment assesseur, en charge des entreprises dans leurs parcours immobiliers et de la mise en oeuvre d'un observatoire de l'immobilier d'entreprises. Il décide de ne pas se représenter aux élections municipales de 2020.
En 2021, il devient premier secrétaire du PS du Bas-Rhin en obtenant 61,45 % des suffrages contre 38,55 % pour la conseillère régionale Linda Ibiem.
Lors des élections législatives de juillet 2024, Thierry Sother est élu député dans la 3e circonscription du Bas-Rhin avec 43,27% des voix au second tour, dans une triangulaire face au député sortant Bruno Studer, candidat d'Ensemble (32,46% des voix), et à la candidate du RN Stéphanie Dô (24,27% des voix),,.

## Détail des fonctions et mandats

### Mandats électifs en cours
- Depuis le 7 juillet 2024 : député de la 3e circonscription du Bas-Rhin

### Anciens mandats
- De 2008 à 2014 : Ville de Mulhouse, Conseiller Municipal
- De 2014 à 2020 : Ville de Mulhouse, Conseiller Municipal
- De 2010 à 2014 : Mulhouse Alsace Agglomération - M2A , Conseiller Communautaire
- De 2014 à 2016 : Mulhouse Alsace Agglomération - M2A, Conseiller et assesseur communautaire en charge de l’« immobilier commercial »
- De 2016 à 2020: Mulhouse Alsace Agglomération - M2A, Conseiller Communautaire